# Bernard L. Kowalski
Bernard L. Kowalski (n. 2 august 1929, Brownsville⁠(d), Texas, SUA – d. 26 octombrie 2007, Los Angeles, California, SUA) a fost un regizor și director de imagine american. Este de origine poloneză. A fost nominalizat la două premii  Primetime Emmy.

## Filmografie (selecție)
- 1958 Night of the Blood Beast
- 1958 Hot Car Girl
- 1959 Attack of the Giant Leeches
- 1959 Blood and Steel
- 1969 La est de Java (Krakatoa, East of Java)
- 1969 Stiletto
- 1970 Macho Callahan
- 1971 Black Noon
- 1971 Terror in the Sky (film TV)
- 1972 Women in Chains (film TV)
- 1972 The Woman Hunter (film TV)
- 1973 Sssssss[4]
- 1978 The Nativity (film TV)
- 1979 Marciano (film TV)
- Patru episoade ale serialului Columbo
- Patru episoade ale serialului Banacek
- Episoade din serialul Airwolf
- Episoade din serialul Knight Rider
- Episodul 19 („The Assassin”) al sezonului 1 al serialului Frontier

## Legături externe
- Bernard L. Kowalski la Internet Movie Database